# Humban-tahrah
Humban-tahrah war vielleicht ein elamitischer König. Er ist nur aus der Babylonischen Chronik bekannt, wo er als Vater des Königs Humbanigash I. bezeichnet wird. Er regierte demnach kurz vor 750 v. Chr.
Siehe: Liste der Könige von Elam